# Lorenzo Chafrión
Lorenzo Chafrión (Valencia, 1696 - Granada, 1749) fue un pintor español.
Fue discípulo del pintor Corrado Giaquinto en Roma. Después de algún tiempo volvió a Valencia y posteriormente fue a Granada, donde en 1747 ingresó en la Orden de los Capuchinos, por lo que también es conocido como fray Matías de Valencia. Murió en 1749 ahogado en un estanque.
En su obra pictórica predominan los temas religiosos, siendo su obra más conocida una Santa Cena que realizó para el refectorio del convento de Granada de su orden.